# APML
APML (от англ. Attention Profiling Mark-up Language — «язык разметки объектов внимания») — основанный на XML язык разметки для сбора данных об интересах и неприязнях пользователя.

## Общее представление
APML позволяет людям делиться своими персональными объектами внимания таким же способом, как OPML позволяет обмен подписками между читателями новостей. Идея APML состоит в том, чтобы сжать все формы объектов внимания в удобный формат файла, содержащий описание интересов пользователя.

## Рабочая группа APML
Рабочая группа APML занимается поддержкой и улучшением спецификаций APML. Рабочая группа APML была основана Крисом Саадом и Эшли Энджел.
Рабочая группа публично доступна и активно пропагандирует движение «Attention Rights». Также рабочая группа придерживается принципов Media 2.0 Best Practices.

## Сервисы
Сервисы, адаптированные к APML
- Wakoopa — социальная сеть, которая отслеживает использование приложений пользователями.
- Bloglines — RSS-ридер. Bloglines анонсировал поддержку APML.[4]
- OpenLink Data Spaces это Распределенная Платформа для Веб-приложений, Социальных сетей и CMS.

## Спецификации
- Спецификации на сайте apml.org

## Пример
Пример взят с Вики по APML.
```
<?xml version="1.0"?>

<APML
 
xmlns=
"http://www.apml.org/apml-0.6"
 
version=
"0.6"
 
>

  
<Head>

    
<Title>
Example
 
APML
 
file
 
for
 
apml.org
</Title>

    
<Generator>
Written
 
by
 
Hand
</Generator>

    
<UserEmail>
sample@apml.org
</UserEmail>

    
<DateCreated>
2007-03-11T01:55:00Z
</DateCreated>

  
</Head>

  
<Body
 
defaultprofile=
"Work"
>

    
<Profile
 
name=
"Home"
>

      
<ImplicitData>

        
<Concepts>

          
<Concept
 
key=
"attention"
 
value=
"0.99"
 
from=
"GatheringTool.com"
 
updated=
"2007-03-11T01:55:00Z"
 
/>

          
<Concept
 
key=
"content distribution"
 
value=
"0.97"
 
from=
"GatheringTool.com"
 
updated=
"2007-03-11T01:55:00Z"
 
/>

          
<Concept
 
key=
"information"
 
value=
"0.95"
 
from=
"GatheringTool.com"
 
updated=
"2007-03-11T01:55:00Z"
 
/>

          
<Concept
 
key=
"business"
 
value=
"0.93"
 
from=
"GatheringTool.com"
 
updated=
"2007-03-11T01:55:00Z"
 
/>

          
<Concept
 
key=
"alerting"
 
value=
"0.91"
 
from=
"GatheringTool.com"
 
updated=
"2007-03-11T01:55:00Z"
 
/>

          
<Concept
 
key=
"intelligent agents"
 
value=
"0.89"
 
from=
"GatheringTool.com"
 
updated=
"2007-03-11T01:55:00Z"
 
/>

          
<Concept
 
key=
"development"
 
value=
"0.87"
 
from=
"GatheringTool.com"
 
updated=
"2007-03-11T01:55:00Z"
 
/>

          
<Concept
 
key=
"service"
 
value=
"0.85"
 
from=
"GatheringTool.com"
 
updated=
"2007-03-11T01:55:00Z"
 
/>

          
<Concept
 
key=
"user interface"
 
value=
"0.83"
 
from=
"GatheringTool.com"
 
updated=
"2007-03-11T01:55:00Z"
 
/>

          
<Concept
 
key=
"experience design"
 
value=
"0.81"
 
from=
"GatheringTool.com"
 
updated=
"2007-03-11T01:55:00Z"
 
/>

          
<Concept
 
key=
"site design"
 
value=
"0.79"
 
from=
"GatheringTool.com"
 
updated=
"2007-03-11T01:55:00Z"
 
/>

          
<Concept
 
key=
"television"
 
value=
"0.77"
 
from=
"GatheringTool.com"
 
updated=
"2007-03-11T01:55:00Z"
 
/>

          
<Concept
 
key=
"management"
 
value=
"0.75"
 
from=
"GatheringTool.com"
 
updated=
"2007-03-11T01:55:00Z"
 
/>

          
<Concept
 
key=
"media"
 
value=
"0.73"
 
from=
"GatheringTool.com"
 
updated=
"2007-03-11T01:55:00Z"
 
/>

        
</Concepts>

        
<Sources>

          
<Source
 
key=
"http://feeds.feedburner.com/apmlspec"
 
name=
"APML.org"
 
value=
"1.00"
 
type=
"application/rss+xml"
 
from=
"GatheringTool.com"
 
updated=
"2007-03-11T01:55:00Z"
>

            
<Author
 
key=
"Sample"
 
value=
"0.5"
 
from=
"GatheringTool.com"
 
updated=
"2007-03-11T01:55:00Z"
 
/>

          
</Source>

        
</Sources>

      
</ImplicitData>

      
<ExplicitData>

        
<Concepts>

          
<Concept
 
key=
"direct attention"
 
value=
"0.99"
 
/>

        
</Concepts>

       
<Sources>

          
<Source
 
key=
"http://feeds.feedburner.com/TechCrunch"
 
name=
"Techcrunch"
 
type=
"application/rss+xml"
 
value=
"0.4"
>

            
<Author
 
key=
"ExplicitSample"
 
value=
"0.5"
 
/>

          
</Source>

       
</Sources>

      
</ExplicitData>

    
</Profile>

    
<Profile
 
name=
"Work"
>

      
<ImplicitData
 
/>

      
<ExplicitData>

        
<Concepts>

          
<Concept
 
key=
"Golf"
 
value=
"0.2"
 
/>

        
</Concepts>

        
<Sources>

          
<Source
 
key=
"http://feeds.feedburner.com/TechCrunch"
 
name=
"Techcrunch"
 
type=
"application/atom+xml"
 
value=
"0.4"
>

            
<Author
 
key=
"ProfessionalBlogger"
 
value=
"0.5"
 
/>

          
</Source>

        
</Sources>

      
</ExplicitData>

    
</Profile>

    
<Applications>

      
<Application
 
name=
"sample.com"
>

        
<SampleAppEl
 
/>

      
</Application>

    
</Applications>

  
</Body>

</APML>

```